# Diósgyőr-vasgyári református templom
A diósgyőr-vasgyári református templom 1926 és 1928 között épült a miskolci vasgyári kolónia területén, a Vasgyári út és a Kiss Ernő utcák találkozásánál.

## Története
A diósgyőri vasgyárat 1868-ban kezdték építeni, és a munkások számára a gyártól nyugatra és északra lakótelepet, akkori szóhasználatban „gyarmatot” építettek. A vasgyári telep református hívei a diósgyőri református egyházközség keretében gyakorolták hitüket, mígnem hamarosan leányegyházat, majd önálló egyházközséget alapítottak, és a lányiskolában rendezték be imatermüket. Minthogy ez eleve ideiglenes megoldás volt, hamarosan gondolkozni kezdtek egy saját templom felépítésén. Az ügy előremenetelét jelentős mértékben segítette Zsíros Lajos vasgyári felügyelő, aki egyházi gondnok is volt, valamint Allender Henrik gyárigazgató. Erőteljes gyűjtésbe kezdtek, és 1914 decemberében a Diósgyőri Újság már tényként számolt be a templom tervezett építéséről. Ugyanez a lap 1917 végén is azt írta, hogy a közeli napokban megkapják az engedélyt, és „a templom alapkőletétele karácsony első napján fog megtörténni”. Az első világháború azonban ebben az esetben is negatív módon befolyásolta az eseményeket: az összegyűjtött 30 000 aranykoronát elnyelte a háború. 1925-re ismét összegyűlt egymillió papírkorona, valamennyi dollár és ajándék aranypénz. A nagy lépés egy 1925-ös presbiteri gyűlésen következett be: 49 600 000 korona felajánlás jött össze, majd a nőegylet is felajánlotta csaknem összes pénzét, 15 millió koronát. A gyár is segítette az akciót, még Diósgyőr község is megszavazott 150 milliós segélyt, végül – némi vonakodást követően – az állam is segített.
Nádházy Bertalan lelkész fáradozásai nyomán végül az építkezés 1926. október 10-én kezdődhetett el. A terveket Almási Balogh Lóránd készítette, a kivitelezésre benyújtott pályázatok közül a presbitérium Lázár Bélát, a legolcsóbb ajánlattévő fővárosi építőmestert bízta meg. Az építkezés gyors ütemben folyt. A torony 1927-re lett kész, harangját Rácz Károly hentes adományozta. A tetőszerkezetet a Trautmann Rezső és fia cég építette, a központi fűtés Zsíros Károly gépészmérnök munkája, az orgona Rieger Ottó nevéhez fűződik. A belső berendezés a gyár asztalosüzemében készült.
A templom tetőszerkezete 1956-ban beomlott, amit 1959-ben acél rácsos szerkezetekkel megerősítve építettek újjá. A nem megfelelő minőségű szerkezetek miatt 1973–1974-ben újabb rongálódások következtek be. A Márkus György által tervezett teljes felújítási munkálatokkal a templom fennállásának ötvenedik évfordulójára, 1978-ra készültek el.
A templom Diósgyőr-Vasgyár északkeleti szélén, a mai Vasgyári úton áll, az ott épült tiszti lakóházak szomszédságában. Tájolása nyugat-keleti, stílusa szecessziós neobarokk. Falazata a kolónia másik két templomától eltérően vakolt homlokzattal készült. A hosszhajós kialakítású templom teteje oikosz tetőszerkezettel készült.

## Leírása
A templom főbejáratához lépcsősor vezet, melyet pofafalakkal szegélyezettek, rajtuk ezüst színű kandeláberekkel. A torony keleti felén nyílik a templom félköríves kapuépítménye. 

## Lelkipásztorai
- Nádházy Bertalan lelkész, a borsodi egyházmegye esperese[1]
- Virágh Sándor (1956–1959) lelkész, a borsodi egyházmegye esperese[2]

## Képek

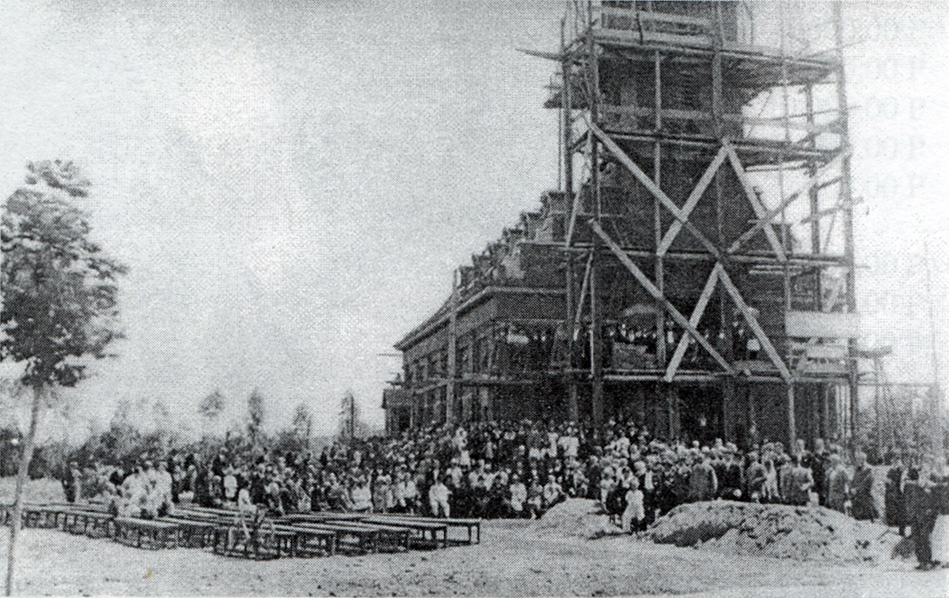
A templom építése 1927-ben
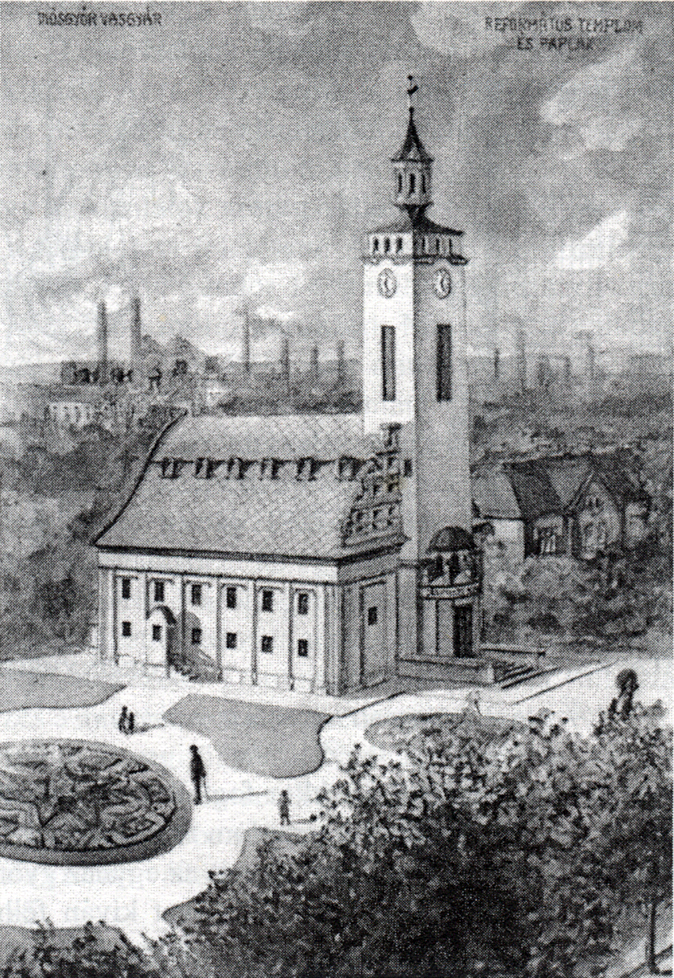
Az elkészült templom 1928-ban (mellette a paplakkal, mögötte a gyárkéményekkel) egy korabeli képeslapon